# Muntanyes Revelation
Les muntanyes Revelation (en anglès Revelation Mountains) és un petita i accidentada serralada que forma la part més occidental de la serralada d'Alaska, a l'estat d'Alaska, Estats Units. El cim més elevat és el mont Hesperus de 2.996 msnm.
La primera visita documentada a la serralada va tenir lloc el juliol de 1967 per David Roberts i el seu grup del Harvard Mountaineering Club. Van aconseguir unes primeres ascensions, i posteriorment van batejar la serralada i molts dels seus principals cims. Roberts li va posar aquest nom a la serralada i va donar noms bíblics a molts dels cims perquè havia estat llegint en veu alta la Bíblia com a part dels seus estudis de literatura anglesa a la Universitat de Denver. Els principals cims són agulles de granit, que sorgeixen de valls glacials amb una baixa elevació sobre el nivell del mar. Les difícils condicions meteorològiques de la zona i la llunyania fins als principals centres de població fa que siguin poc visitades.